# Eduard Till
Eduard Till (16. října 1824 Lysice – 25. května 1898 Brno) byl rakouský podnikatel německé národnosti, císařský rada, brněnský měšťan, který se především věnoval obchodu se železem a kovovým zbožím. Jeho firma Eduard Till založená roku 1863 v Brně byla ve druhé polovině 19. století největším podnikem svého druhu na Moravě. Till vlastnil prodejnu na Velkém náměstí a továrnu v Brně, zasedal v řídících orgánech řady průmyslových společností po celém území Koruny české v rámci Rakouska-Uherska.

## Život

### Mládí
Narodil se do rodiny Pavla a Marianny (roz. Brhelové) Tillových v městečku Lysice u Blanska. Vychodil Piaristické gymnázium v Moravské Třebové, poté odjel do rakouského Steinu nad Dunajem u Křemže, kde nastoupil do učení k obchodníkovi se železem Ferdinandovi Csankovi. Další praxi získal v Uherském Hradišti a později ve velkoobchodě ve Floridsdorfu u Vídně. Ve 40. letech 19. století přijal místo obchodního vedoucího v železářském obchodě Franze Neuhausera v Brně. Tento obchod odkoupil Eduard Till roku 1853 od jeho tehdejšího majitele Roberta Bartelsmanna.

### Vlastníkem železářství
V Tillově vlastnictví byl obchod podstatně rozšířen a stal se největším svého druhu v kraji. Roku 1863 vznikla firma přímo pojmenovaná Eduard Till. Roku 1870 se spojil s Antonem Heiderem, se kterým společně založili firmu na výrobu železných drátů a nýtů, Brünner Eisendraht, Drahtstiften und Nietenfabrik des Eduard Till et Anton Heider, v Silniční ulici (pozdější Uhelná) nedaleko hlavního nádraží. Po odchodu Antona Heidera ze společnosti se Till stal jediným majitelem podniku.
Eduard Till bydlel na Velkém náměstí č. 20 (nynější náměstí Svobody) v Brně, kde v přízemí sídlil jeho obchod. Působil ve správních či dozorčích radách Obchodní a živnostenské komory v Brně, První brněnské strojírenské společnosti, Šlapanické cukrovarnické a.s. (též ředitelem), Moravské eskontní banky, Plzeňské akciové smaltové továrny, dále byl cenzorem brněnské pobočky Rakousko-uherské banky nebo přísedícím obchodního soudu.

### Rodinný život
Roku 1891 se Till v kostele svatého Jakuba v Brně oženil s o 24 let mladší Marií Sauerovou z Brna, manželství bylo bezdětné. Till proto adoptoval své dva synovce, Eduarda a Methuda Fischovy, kteří se změněným příjmením Till pokračovali ve vedení firmy.

### Úmrtí

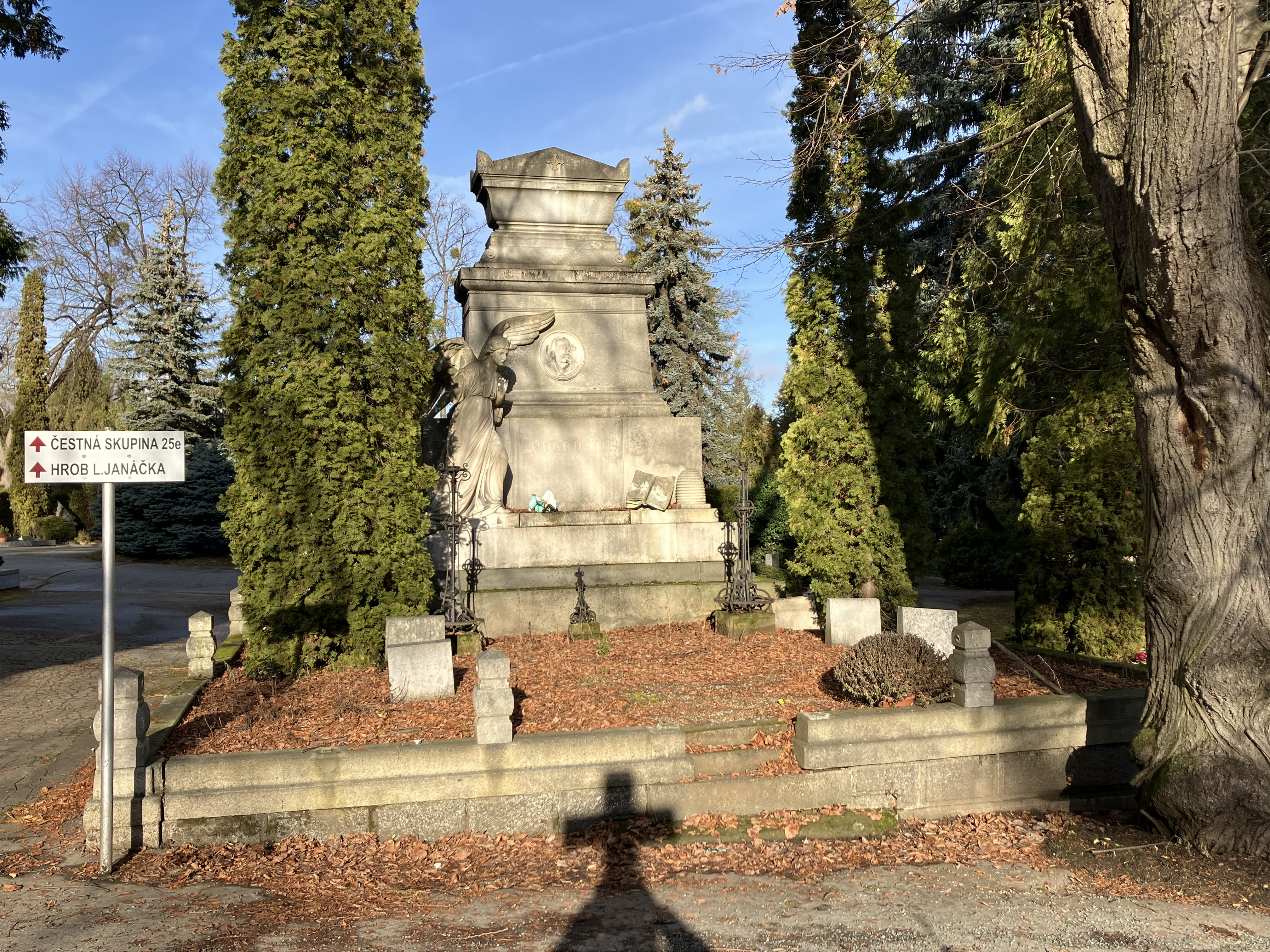
Hrobka Eduarda Tilla na Ústředním hřbitově v Brně

Eduard Till zemřel 25. května 1898 v Brně a byl pochován na Ústředním hřbitově, sk. 25a/hr. 37–45. Jeho hrobka nacházející se v centrální části hřbitova patří k největším na celém pohřebišti. Od roku 1964 je se hřbitovem památkově chráněna.